# Коннелли, Джон
Джон Майкл Ко́ннелли (англ. John Michael Connelly; 18 июля 1938, Сент-Хеленс, Ланкашир — 25 октября 2012, Барроуфорд, Ланкашир
) — английский футболист, нападающий. Провёл за сборную Англии 20 матчей, в которых забил 7 голов.

## Клубная карьера

### Бернли
Коннелли начал карьеру в клубе «Сент-Хеленс Таун» в чемпионате Ланкашира. В ноябре 1956 года скауты «Бернли» посетили матч «Сент-Хеленс», чтобы оценить другого игрока, но были очень впечатлены игрой Коннелли и предложили ему сначала временный, а затем и постоянный контракт с «Бернли», который на тот момент выступал в высшем дивизионе чемпионата Англии. Дебют Джона за «бордовых» состоялся 11 марта 1957 года в выездной встрече с «Лидс Юнайтед». К началу сезона 1958/59 Коннелли завоевал себе регулярное место в основном составе клуба, забив 12 голов в 37 матчах и став лучшим бомбардиром команды в сезоне.
Коннелли выступал преимущественно на правом фланге атаки, но мог сыграть и слева. Он обладал хорошим контролем мяча и скоростью, чтобы обыграть крайних защитников и сделать точный кросс или пробить самому с любой ноги. Его голевые показатели являются очень хорошими для вингера: он забил 105 голов в 265 матчах за «Бернли».
В сезоне 1959/60 «Бернли» выиграл чемпионат Англии, и решающую роль в этом сыграл Коннелли, который забил 20 голов в 34 матчах чемпионата. Из-за травмы и операции на суставе он пропустил важнейшую финальную игру чемпионата против «Манчестер Сити», а заменил его Тревор Мередит, который и забил победный гол в этом матче, гарантировавший «Бернли» чемпионский титул. Тем не менее, Коннелли получил медаль чемпиона Англии.
В трёх следующих сезонах Коннелли продолжал забивать голы, а «Бернли» занимал четвёртое, второе и третье места в чемпионате соответственно. В сезоне 1961/62 «бордовые» не только заняли второе место в чемпионате, но и достигли финала Кубка Англии, в котором уступили «Тоттенхэму» со счётом 3:1. Коннелли сыграл в финале на правом фланге атаки и получил медаль финалистов Кубка Англии. В сезоне 1963/64 в основной состав «Бернли» пробился талантливый шотландский вингер Вилли Морган, из-за чего Коннелли вынужден был перейти на левый фланг (Морган выступал справа). В апреле 1964 года Джон перешёл в «Манчестер Юнайтед» за 56 000 фунтов.

### Манчестер Юнайтед
Коннелли провёл лишь два сезона в «Манчестер Юнайтед», сыграв 113 матчей и забив 35 голов. Сезон 1963/64 «Юнайтед» завершил на втором месте, но уже в следующем сезоне 1964/65 стал чемпионом Англии, а Коннелли получил свою вторую чемпионскую медаль. В сезоне 1965/66 «Юнайтед» занял четвёртое место в чемпионате и выбыл из розыгрыша Кубка европейских чемпионов в полуфинале. В начале сезона 1966/67 Коннелли перешёл за £40 000 в «Блэкберн Роверс», который выбыл из Первого дивизиона.

### Поздняя карьера
Он выступал за «Блэкберн» ещё четыре сезона, но так и смог помочь своему клубу вернуться в высший дивизион. В мае 1970 года «Блэкберн» отпустил Коннелли и он подписал контракт с клубом «Бери», за который выступал ещё на протяжении трёх лет. В мае 1973 года Коннелли завершил карьеру игрока.
Впоследствии он был владельцем закусочной Connelly’s Plaice в Брирфилде. Коннелли был назван в числе 25 бывших игроков «Бернли», которые попали на «стену легенд» на «Терф Мур».

## Карьера в сборной
Коннелли дебютировал за сборную Англии 17 октября 1959 года в матче против сборной Уэльса на «Ниниан Парк». Он вошёл в состав сборной Англии, которая отправилась в Чили на чемпионат мира 1962 года, но так и не сыграл на этом турнире. Четыре года спустя он был включён в состав сборной на чемпионат мира 1966 года. Он принял участие в первой игре сборной Англии против Уругвая на «Уэмбли», но англичане сыграли слабо, и матч завершился безголевой ничьей. В следующих матчах главный тренер англичан Альф Рамсей не использовал Коннелли и вообще предпочёл играть без вингеров. Матч с Уругваем стал последней игрой Коннелли за сборную.
После завершения финального матча 1966 года лишь 11 игроков, вышедших на поле, получили чемпионские медали. Футбольная ассоциация Англии провела кампанию с целью убедить ФИФА наградить медалями всех футболистов, включённых в заявку на чемпионат мира. Эта кампания завершилась успехом, и 10 июня 2009 года, на торжественной церемонии Коннелли получил медаль из рук Гордона Брауна.

## Достижения
Бернли
- Чемпион Первого дивизиона: 1959/60
- Финалист Кубка Англии: 1962

 Манчестер Юнайтед
- Чемпион Первого дивизиона: 1964/65

 Сборная Англии
- Чемпион мира: 1966 (медаль получена в 2009 году)

## Статистика выступлений
| Клуб              | Сезон            | Лига | Лига | Кубки | Кубки | Еврокубки | Еврокубки | Прочие | Прочие | Итого | Итого |
| Клуб              | Сезон            | Игры | Голы | Игры  | Голы  | Игры      | Голы      | Игры   | Голы   | Игры  | Голы  |
| ----------------- | ---------------- | ---- | ---- | ----- | ----- | --------- | --------- | ------ | ------ | ----- | ----- |
| Бернли            | 1956/57          | 3    | 0    | 0     | 0     | 0         | 0         | 0      | 0      | 3     | 0     |
| Бернли            | 1957/58          | 3    | 0    | 2     | 1     | 0         | 0         | 0      | 0      | 5     | 1     |
| Бернли            | 1958/59          | 32   | 12   | 5     | 0     | 0         | 0         | 0      | 0      | 37    | 12    |
| Бернли            | 1959/60          | 34   | 20   | 8     | 4     | 0         | 0         | 0      | 0      | 42    | 24    |
| Бернли            | 1960/61          | 32   | 16   | 14    | 4     | 4         | 1         | 1      | 1      | 51    | 22    |
| Бернли            | 1961/62          | 38   | 17   | 8     | 3     | 0         | 0         | 0      | 0      | 46    | 20    |
| Бернли            | 1962/63          | 41   | 13   | 3     | 2     | 0         | 0         | 0      | 0      | 44    | 15    |
| Бернли            | 1963/64          | 32   | 8    | 5     | 3     | 0         | 0         | 0      | 0      | 37    | 11    |
| Бернли            | Итого            | 215  | 86   | 45    | 17    | 4         | 1         | 1      | 1      | 265   | 105   |
| Манчестер Юнайтед | 1964/65          | 42   | 15   | 7     | 0     | 11        | 5         | 0      | 0      | 60    | 20    |
| Манчестер Юнайтед | 1965/66          | 32   | 5    | 6     | 2     | 8         | 6         | 0      | 0      | 46    | 13    |
| Манчестер Юнайтед | 1966/67          | 6    | 2    | 1     | 0     | 0         | 0         | 0      | 0      | 7     | 2     |
| Манчестер Юнайтед | Итого            | 80   | 22   | 14    | 2     | 19        | 11        | 0      | 0      | 113   | 35    |
| Блэкберн Роверс   | 1966/67          | 34   | 11   | 1     | 1     | -         | -         | 0      | 0      | 35    | 12    |
| Блэкберн Роверс   | 1967/68          | 40   | 6    | 4     | 0     | -         | -         | 0      | 0      | 44    | 6     |
| Блэкберн Роверс   | 1968/69          | 39   | 10   | 6     | 1     | -         | -         | 0      | 0      | 45    | 11    |
| Блэкберн Роверс   | 1969/70          | 36   | 9    | 4     | 1     | -         | -         | 0      | 0      | 40    | 10    |
| Блэкберн Роверс   | Итого            | 149  | 36   | 15    | 3     | 0         | 0         | 0      | 0      | 164   | 39    |
| Бери              | 1970/71          | 46   | 8    | 4     | 0     | -         | -         | 0      | 0      | 50    | 8     |
| Бери              | 1971/72          | 45   | 14   | 5     | 1     | -         | -         | 0      | 0      | 50    | 15    |
| Бери              | 1972/73          | 38   | 15   | 5     | 0     | -         | -         | 0      | 0      | 43    | 15    |
| Бери              | Итого            | 129  | 37   | 14    | 1     | 0         | 0         | 0      | 0      | 143   | 38    |
| Всего за карьеру  | Всего за карьеру | 573  | 181  | 88    | 23    | 23        | 12        | 1      | 1      | 685   | 217   |